# Fantomski otok
Fantomski otok je domnevni otok, ki je bil nekaj časa vrisovan na zemljevide, kasneje pa je bilo zanj ugotovljeno, da ne obstaja. Ti običajno izvirajo iz poročil prvih pomorščakov o novih regijah in so običajno posledica navigacijskih napak, napačnih opazovanj, napačnih informacij ali namernih izmišljotin. Nekateri otoki so na zemljevidih ostali stoletja, preden je bila napaka odpravljena.
Za razliko od izgubljenih dežel, ki naj bi nekoč obstajale, a so bile iz kakršnega koli razloga uničene, je fantomski otok ozemlje, za katerega se trdi, da obstaja, vendar se pozneje ugotovi nasprotno (ali pa pride do ugotovitve, da ozemlje ni otok).